# Homo homini lupus

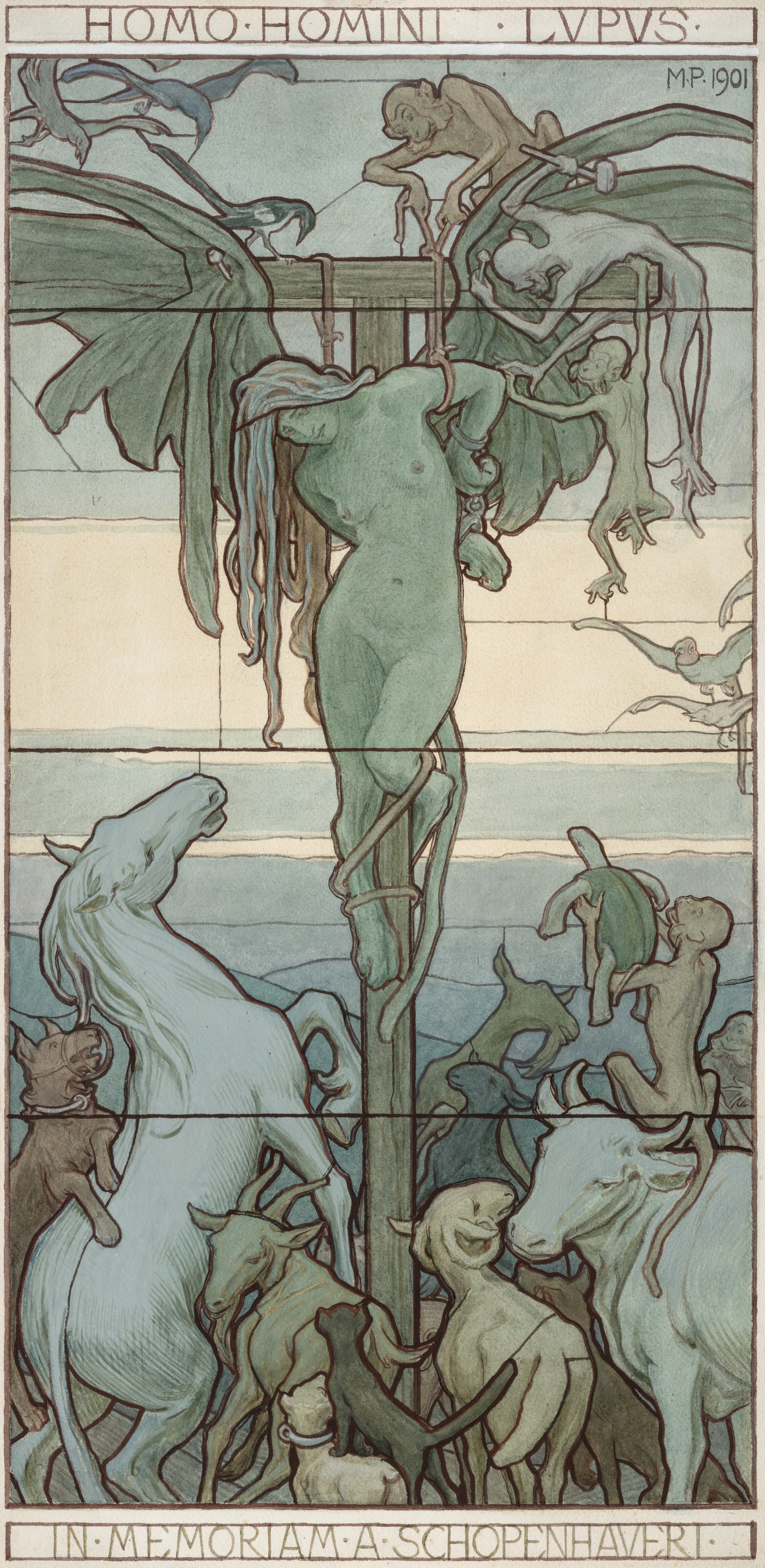
Den bevingade figuren korsfästs här av en flock apor, en allegori för fantasins död i den moderna världen. Max Pirner, Homo homini lupus (1901).

Homo homini lupus är ett ordspråk på latin som ungefärligt kan översätts till "Den ena människan är som en varg mot den andra" eller "Människan är människans varg". Ordspråket syftar på människors förmåga att likt vargar bete sig hänsynslöst och omänskligt mot varandra, och det citeras ofta när man hänvisar till människans själviska och våldsamma tendenser. 
Frasen har sitt ursprung i komedin Asinaria (Åsnor), skriven av den romerske komediförfattaren Titus Maccius Plautus (cirka 254–184 f.Kr.). Ursprungligen utskriven som "Lupus est homo homini, non homo, quom qualis sit non novit", vilket kan översättas till "Människan är ingen människa, utan en varg, mot främlingen", har den stundom förkortats stundom modifierats vid senare användningar. I Thomas Hobbes verk De Cive hänvisar han till ordspråket och skriver om människans motsägelsefulla förmåga att bete sig som ett helgon mot nära, men hänsynslöst mot främlingar. Andra välkända personer som har använt ordspråket är Plinius den äldre, Schopenhauer, Francis Bacon, Sigmund Freud och Erasmus med flera. Ordspråket förekommer i den svenska romanen 1793.